# تاميو هاراكاوا
تاميو هاراكاوا (باليابانية: 原川 民雄) (مواليد 22 أكتوبر 1977)، هو لاعب كرة قدم سابق كان يلعب كلاعب وسط.